# آرتورو چایرس
آرتورو چایرس (اسپانیایی: Arturo Chaires‎; ۱۴ مارس ۱۹۳۷ – ۱۸ ژوئن ۲۰۲۰) بازیکن فوتبال اهل مکزیک بود.
از باشگاه‌هایی که در آن بازی کرده‌است می‌توان به باشگاه فوتبال گوادالاخارا اشاره کرد.
وی همچنین در تیم ملی فوتبال مکزیک بازی کرده‌است.